# Tetraciklin
A tetraciklin széles spektrumú poliketid típusú természetes antibiotikum, amelyet Streptomyces baktériumtörzsek termelnek, a terápiában számos bakteriális fertőzés ellen használják.